# Echinozoa
Sous-embranchement
Les Echinozoa sont un sous-embranchement d'échinodermes qui rassemble les oursins et les holothuries (concombres de mer).

## Caractéristiques
Les Echinozoa sont des échinodermes généralement sessiles, au corps plus ou moins globulaire, marqué par une symétrie radiale découpée en méridiens. Ces animaux n'ont ni bras ni aucun autre macro-appendice charnu ou empenné, mais sont généralement pourvus de podia, et éventuellement de tentacules buccaux.

## Histoire évolutive
La division de ce groupe en classes semble être très ancienne, des fossiles d'oursins et d'holothuries de forme caractéristique étant trouvés dès l'Ordovicien,.
Les Ophiocistioidea pourraient être les ancêtres des holothuries, malgré leur apparence qui les rapproche plus des oursins et des ophiures.

## Phylogénie
Selon World Register of Marine Species (24 novembre 2013) :

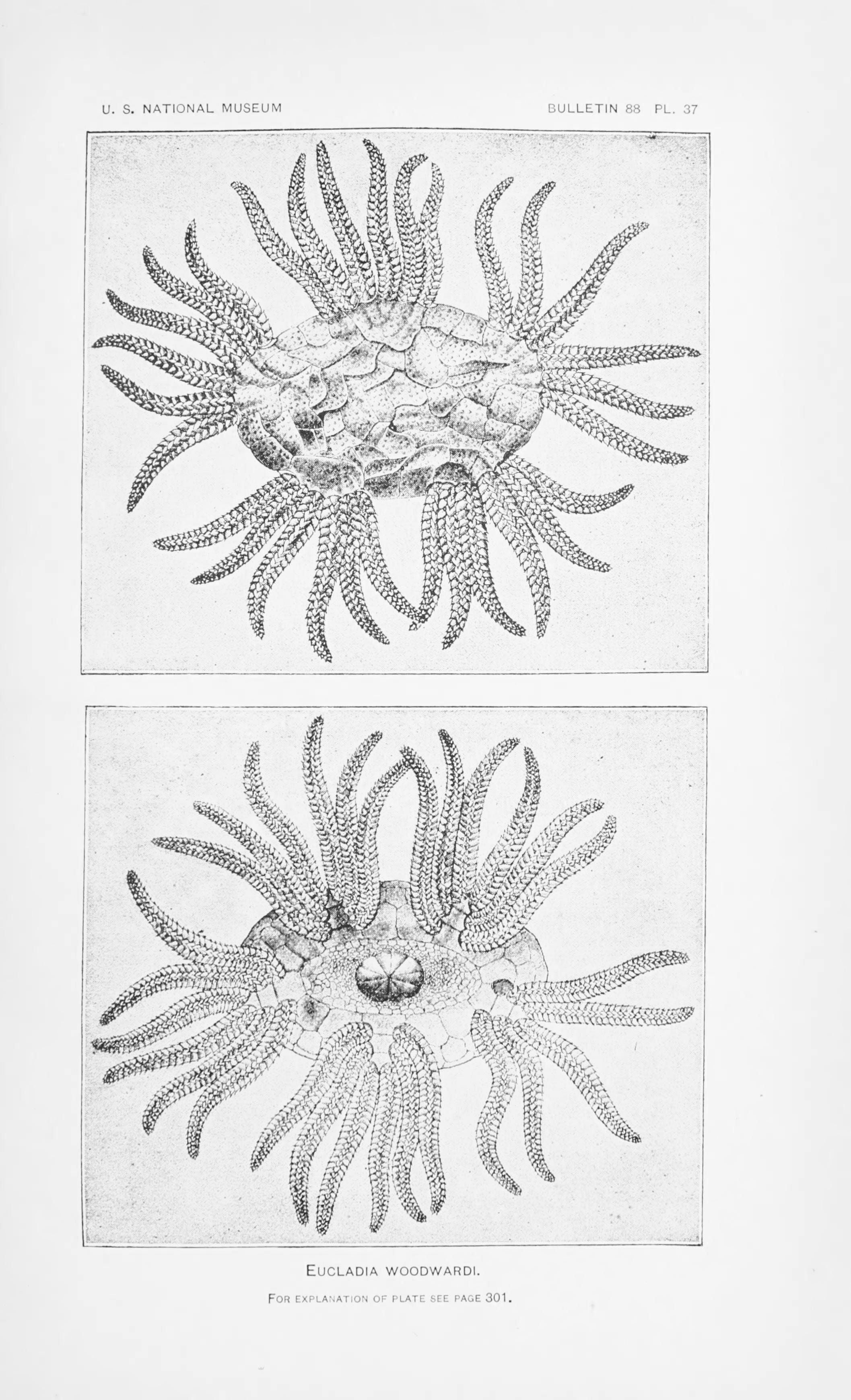
Dessin d'un Ophiocistioidea, groupe fossile probablement proche des oursins.

- classe Echinoidea Leske, 1778 — oursins
  - sous-classe Cidaroidea Smith, 1984
  - sous-classe Euechinoidea Bronn, 1860
- classe Holothuroidea de Blainville, 1834 — concombres de mer

## Classes fossiles
Classes fossiles selon BioLib (20 avril 2018) :
- † classe Cyclocystoidea Miller & Gurley, 1895
- † classe Edrioblastoidea Fay, 1962
- † classe Helicoplacoidea Durham (d) & Caster (d), 1963[6]
- † classe Ophiocistioidea Sollas, 1899[7]

## Galerie

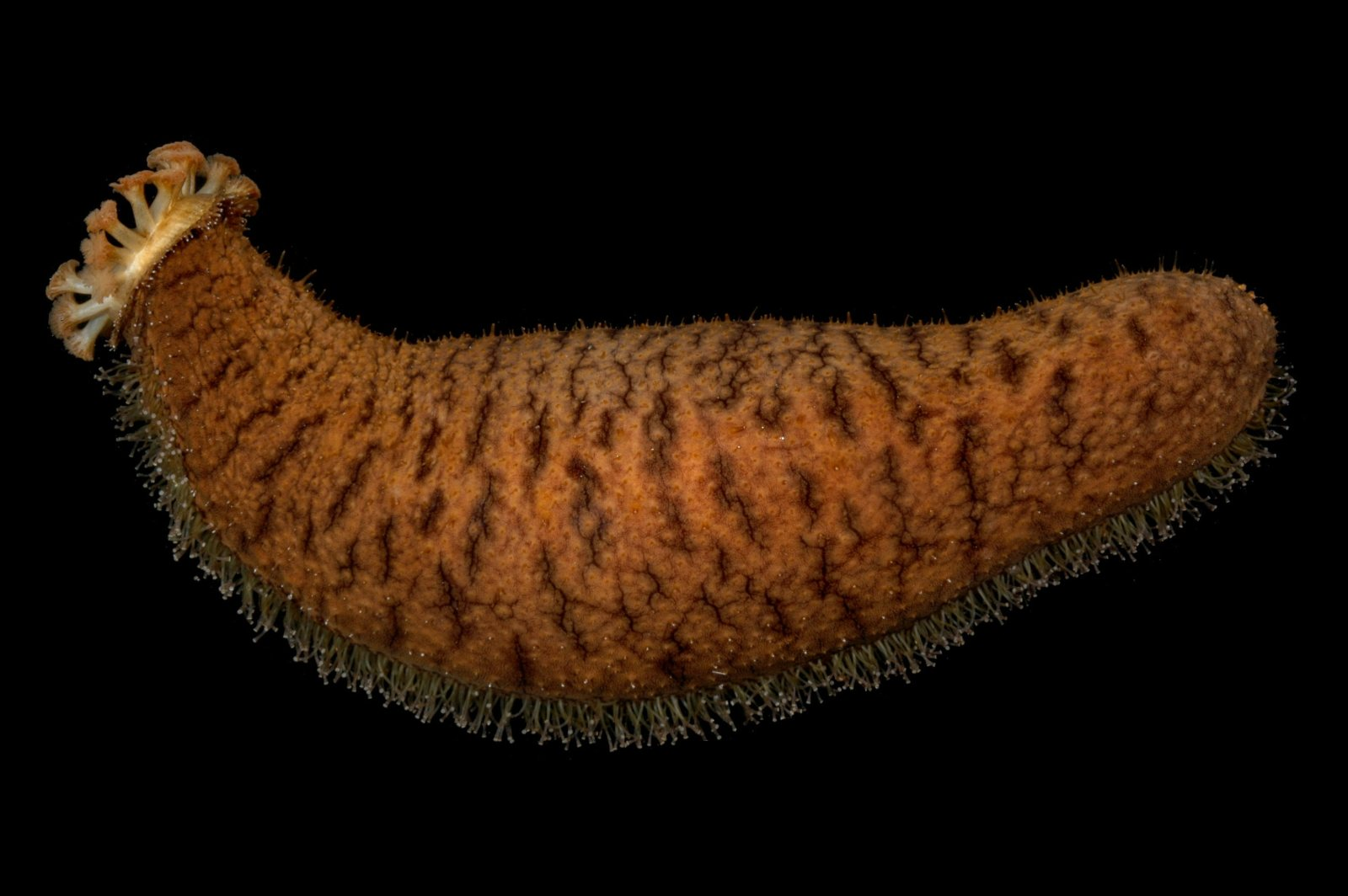
Un concombre de mer (ou holothurie)
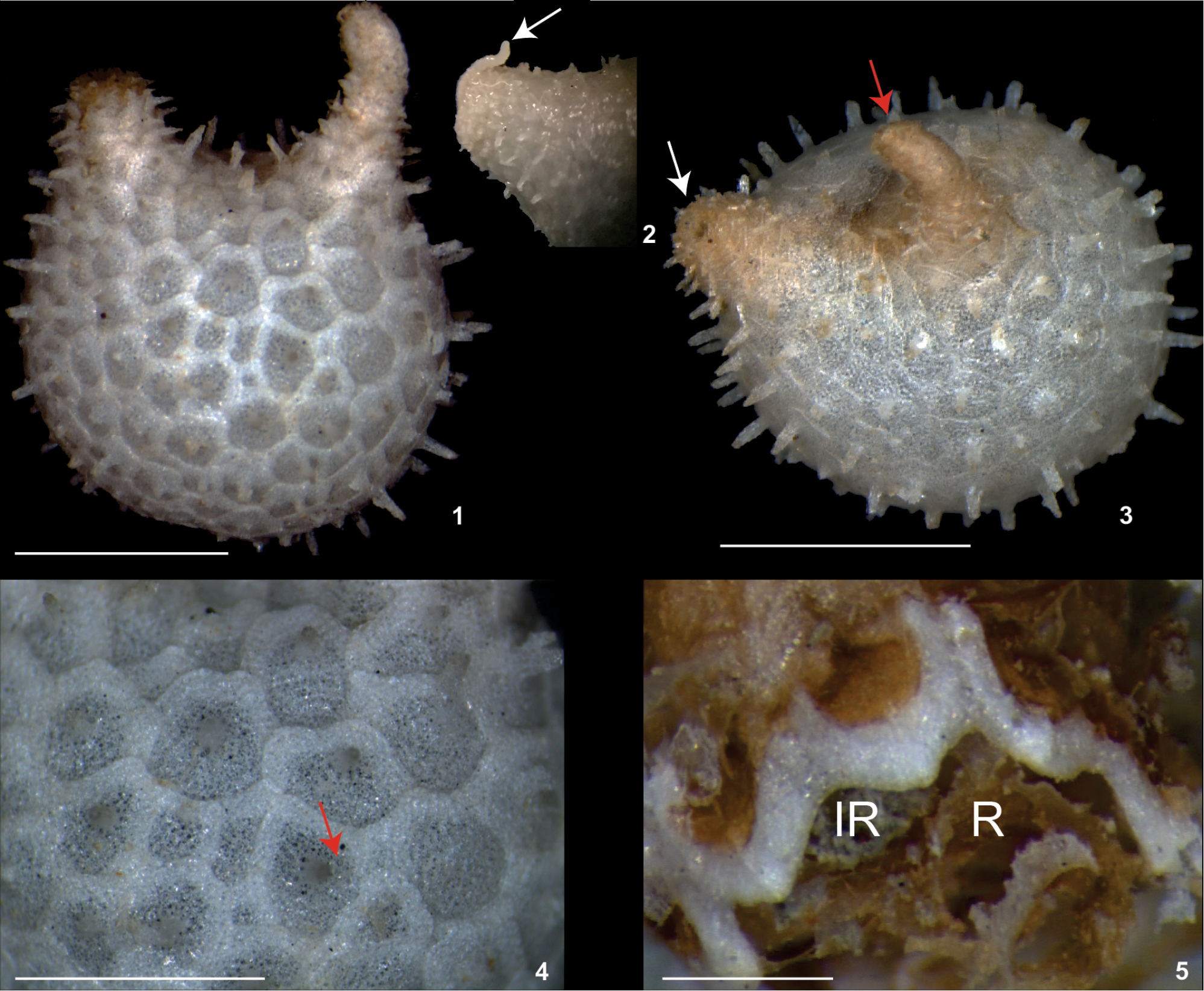
Certaines holothuries comme cette Ypsilothuria bitentaculata sont couvertes de plaques munies de piquants, rappelant leur origine commune avec les oursins.
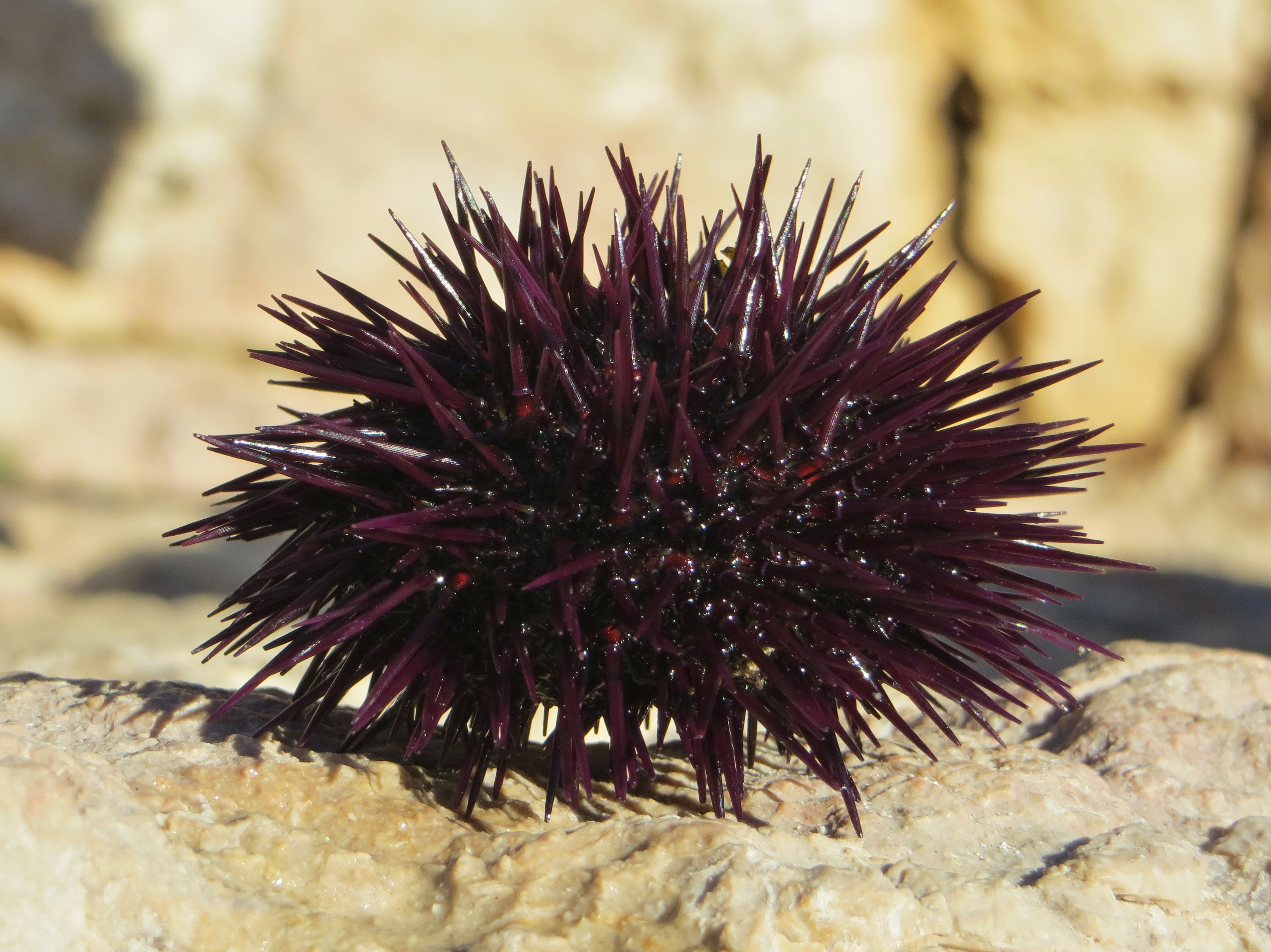
Un oursin.
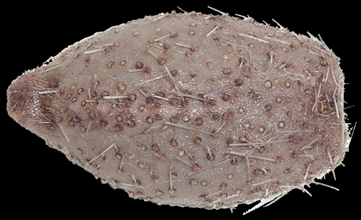
Certains oursins irréguliers comme ce Pourtalesia wandeli ont adopté une forme allongée et un régime dépositivore, évoquant une ressemblance avec les holothuries.